# William Harris Crawford
Pour les articles homonymes, voir William Crawford (homonymie) et Crawford.
William Harris Crawford (24 février 1772 - 15 septembre 1834) est un homme politique et un juge américain du début du XIXe siècle. Il fut secrétaire à la Guerre de 1815 à 1816 puis secrétaire du Trésor de 1816 à 1825 et candidat à la présidence des États-Unis en 1824.

## Biographie

### Jeunesse
Crawford est né dans le comté d'Amherst en Virginie, sa famille s'installe ensuite dans l'État de Géorgie à Appling, dans le comté de Columbia. Jeune homme, il travaille à la ferme et comme maître d'école pendant dix ans, puis il exerce le droit dès 1799 à Lexington, toujours en Géorgie.

### Carrière politique
En 1803, Crawford est élu au parlement de l'État de Géorgie sur la liste du Parti républicain-démocrate. En 1807, il est élu au Sénat des États-Unis par ce même parlement.
Crawford devient rapidement un sénateur respecté et influent. En 1811, il est élu président pro tempore du Sénat des États-Unis. Le 12 avril 1812, le vice-président George Clinton meurt. En tant que président pro tempore, il devient vice-président des États-Unis par intérim jusqu'au 4 mars 1813. En reconnaissance de ses services, le président James Madison le nomme ministre plénipotentiaire des États-Unis en France en 1812. Crawford occupe ce poste tout au long de la guerre de 1812, puis rentre aux États-Unis en 1815.

#### Secrétaire d'État
Dès son retour, Madison le nomme secrétaire d'État à la Guerre. Après une année de bons et loyaux services (et après avoir décliné l'offre d'une nomination du parti démocrate-républicain à la course à la présidence des États-Unis), Crawford devient secrétaire d'État au trésor. Il occupe ce poste jusqu'à la fin du mandat de Madison et pendant celui de Monroe qui prend fin en 1825.

#### Candidat à la présidence
En 1824, Crawford est à nouveau pressenti comme candidat à la présidence de États-Unis par le parti démocrate-républicain, bien qu'une attaque en 1823 ait amoindri ses chances. Le parti démocrate-républicain se divise cette année-là, l'une de ses factions nomme Crawford candidat. Malgré une amélioration de son état de santé (et le soutien des présidents précédents, Madison et Jefferson), il n'arrive que troisième après John Quincy Adams et Andrew Jackson. Il refuse la proposition de Adams de conserver le secrétariat au Trésor, Crawford se retire en Géorgie, où il est nommé juge à la cour suprême de l'État.
Crawford poursuit sa carrière de juge jusqu'à sa mort en 1834. Il repose dans le cimetière de Crawford.